# Entello
Entello (in latino Entellus) è un anziano eroe sicano, menzionato nell'Eneide come seguace ed ex allievo del re Erice. 

## Mito
Appare nel quinto libro del poema, durante i giochi indetti da Enea per celebrare il primo anniversario della morte di Anchise a Erice: è l'unico che ha il coraggio di sfidare a pugilato l'arrogante troiano Darete, poco più giovane di lui.
In questa occasione, con enormi guantoni di cuoio appartenuti ad Erice, Entello riesce a battere Darete.
Sarebbe stato anche l'eponimo fondatore della città di Entella. 

## Omaggi
- Gli è stato dedicato uno dei crateri di Dione.